# James Anderson (massone)
James Anderson (Aberdeen, 1679 – Londra, 28 maggio 1739) è stato un religioso scozzese.

## Biografia
È stato ministro di culto della chiesa presbiteriana scozzese, scrittore e massone tra i redattori delle costituzioni dei liberi muratori, dette Costituzioni di Anderson, di cui è considerato il padre: il suo nome non compare nel titolo dell'opera ma nell'appendice originale.
Membro della Royal Society, fu in rapporti di amicizia con Isaac Newton e con il ministro della chiesa anglicana John Theophilus Desaguliers.

## Il ruolo nella massoneria inglese
Fu Maestro Venerabile di una loggia massonica, e Gran Sorvegliante nella Gran Loggia di Londra. Venne incaricato di scrivere la storia della massoneria e in seguito redasse le Costituzioni, testo pubblicato nel 1723 e poi divenuto la base per la nascita di tutte le comunioni massoniche del mondo.
Il primo articolo rimane a tutt'oggi oggetto di interpretazioni e controversie. Nel passato infatti i massoni erano stati obbligati a dichiarare fedeltà a dio ed alla chiesa d'Inghilterra, ma, scrive Anderson nel primo articolo:
Nel secondo articolo, invece, si descrive il muratore come "un pacifico suddito dei Poteri Civili [...] mai coinvolto in complotti e cospirazioni contro la pace e il benessere della Nazione".